# ایزابلا مک‌کرماک
ایزابلا مک‌کرماک (به انگلیسی: Isabella McCormack) یک کشتی بود که طول آن ۹۴٫۹ فوت (۲۹ متر) بود. این کشتی در سال ۱۹۰۸ ساخته شد.